# Eccentrix Remixes
Eccentrix Remixes – kompilacja remiksów utworów szwajcarskiego zespołu Yello wydana 25 stycznia 1999 roku przez wytwórnię Mercury Records.

## Lista utworów
1. The Race (Brake Light Mix) (6:50)
2. How How (Papa-Who-Ma-Mix) (5:51) – Fluke
3. More (Rockabilly Mix) (6:14)
4. Do It (Marky P. & Teri B. Dub) (7:46)
5. Topaz (Insect Mix) (3:36)
6. How How (In Silence Mix) (4:32) – Plutone
7. On Track (Doug Laurent’s First Journey) (7:33)
8. Vicious Games (Boris Blank & Olaf Wollschläger Mix) (6:34)
9. Rubberbandman (Rubber Mix) (5:57)
10. She's Got a Gun (Live At The Palladium N.Y.) (4:08)
11. To the Sea (TSWL Mix) (4:48) – Ian Pooley